# Península de Kitsap
La península de Kitsap, a veces llamada la península India o la Gran Península (del inglés: Kitsap Peninsula), es un brazo de tierra que se adentra en las aguas del estrecho de Puget, localizada en el estado de Washington de Estados Unidos. Tiene forma irregular, semejante a un rombo, y es una subpenínsula localizada en la costa oriental de la gran península Olympic.
Sus límites son: por el oeste, el estrecho de Puget, frente al tramo donde se encuentra en la orilla continentental la ciudad de Seattle; y por el este, el canal Hood, que la separa de la península Olympic, y el Case Inlet.
La península comprende todo el condado de Kitsap, excepto las islas Bainbridge y Blake, así como la parte noreste del condado de Mason y la noroeste del condado de Pierce. El lugar más alto de la península de Kitsap es la montaña Gold.
La península está conectada a la orilla este de Puget Sound por un servicio de ferries del estado de Washington que van desde Bremerton a Seattle, desde Kingston a Edmons y desde Southworth a Seattle Oeste. Además, por vía terrestre comunica por el puente de Tacoma Narrows, desde Gig Harbor a Tacoma, y con la orilla noroeste de la península Olympic por el puente de Hood Canal.

## Ciudades y pueblos
- Bangor (Washington)
- Belfair (Washington)
- Bremerton (Washington)
- East Port Orchard (Washington)
- Erlands Point-Kitsap Lake (Washington)
- Gig Harbor (Washington)
- Hansville (Washington)
- Home (Washington)
- Indianola (Washington)
- Keyport (Washington)
- Kingston (Washington)
- Manchester (Washington)
- Navy Yard City (Washington)
- Parkwood (Washington)
- Port Gamble (Washington)
- Port Orchard (Washington)
- Poulsbo (Washington)
- Purdy (Washington)
- Seabeck (Washington)
- Silverdale (Washington)
- Southworth (Washington)
- Suquamish (Washington)
- Tracyton (Washington)

## Golfos y bahías
- Appletree Cove (Washington)
- Carr Inlet (Washington)
- Case Inlet (Washington)
- Colvos Passage (Washington)
- Dyes Inlet (Washington)
- Liberty Bay (Washington)
- Port Gamble (Washington)
- Port Madison (Washington)
- Port Orchard (Washington)
- Sinclair Inlet (Washington)
- Tacoma Narrows (Washington)

- Datos: Q3047590